# 의병제전-농악경연대회
농악경연대회는 경상남도 의령군에서 열리는 의병제전의 한 행사로 의령의 읍면 지역의 농악대가 서로의 실력을 겨루는 경연행사이다.
이 행사는 (사)의병기념사업회가 주최하고 의령문화원이 주관하여 실시되는데 매년 의병제전이 열리면 각 읍면지역에서는 마을의 화합과 안녕을 기원하는 농악을 꾸준히 연습하여 대회에 참여를 한다. 이날 경연은 경연 자체의 의미도 있지만 마을화합의 의미가 더욱 크다 하겠다.

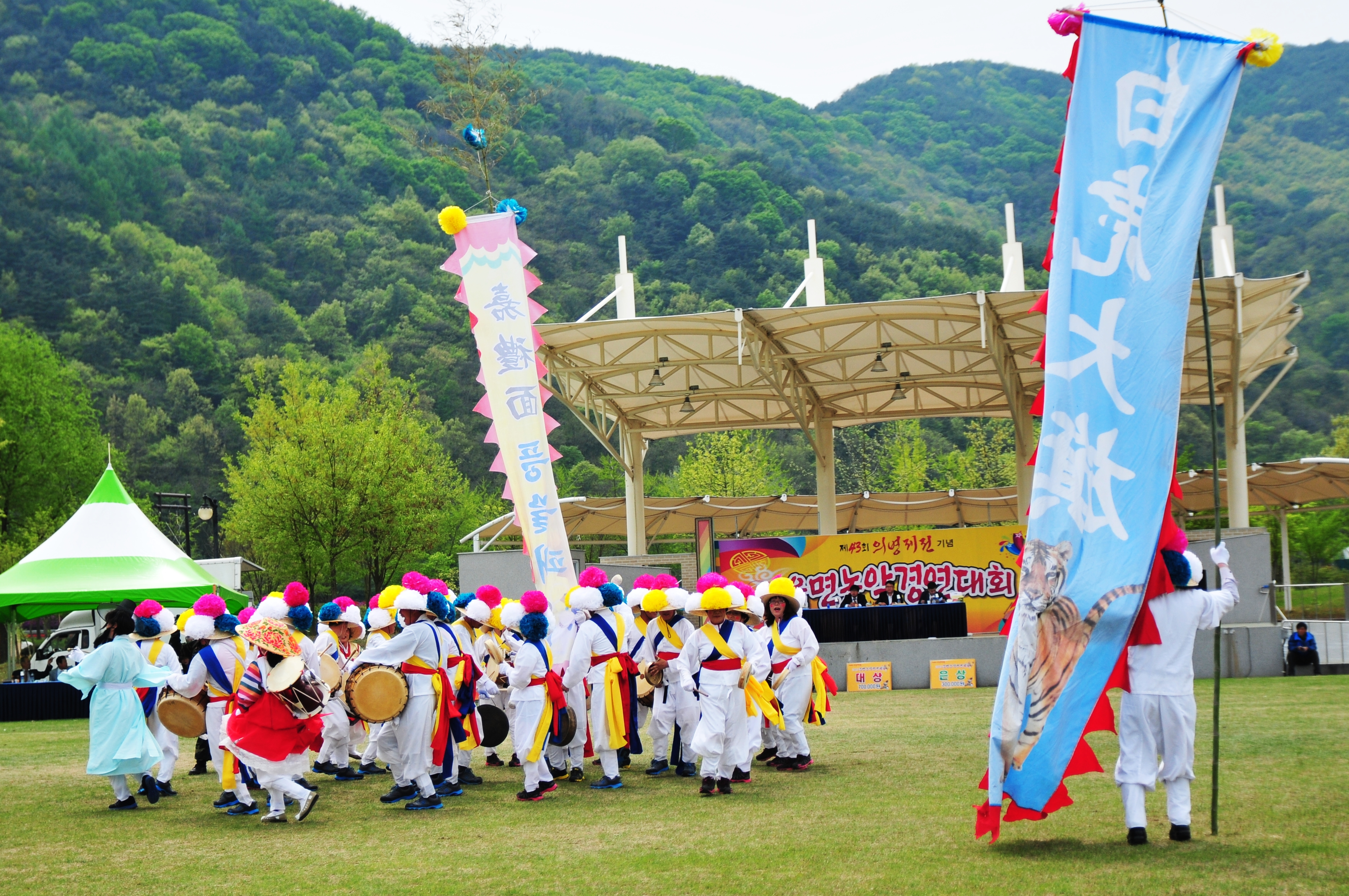
농악경연대회1

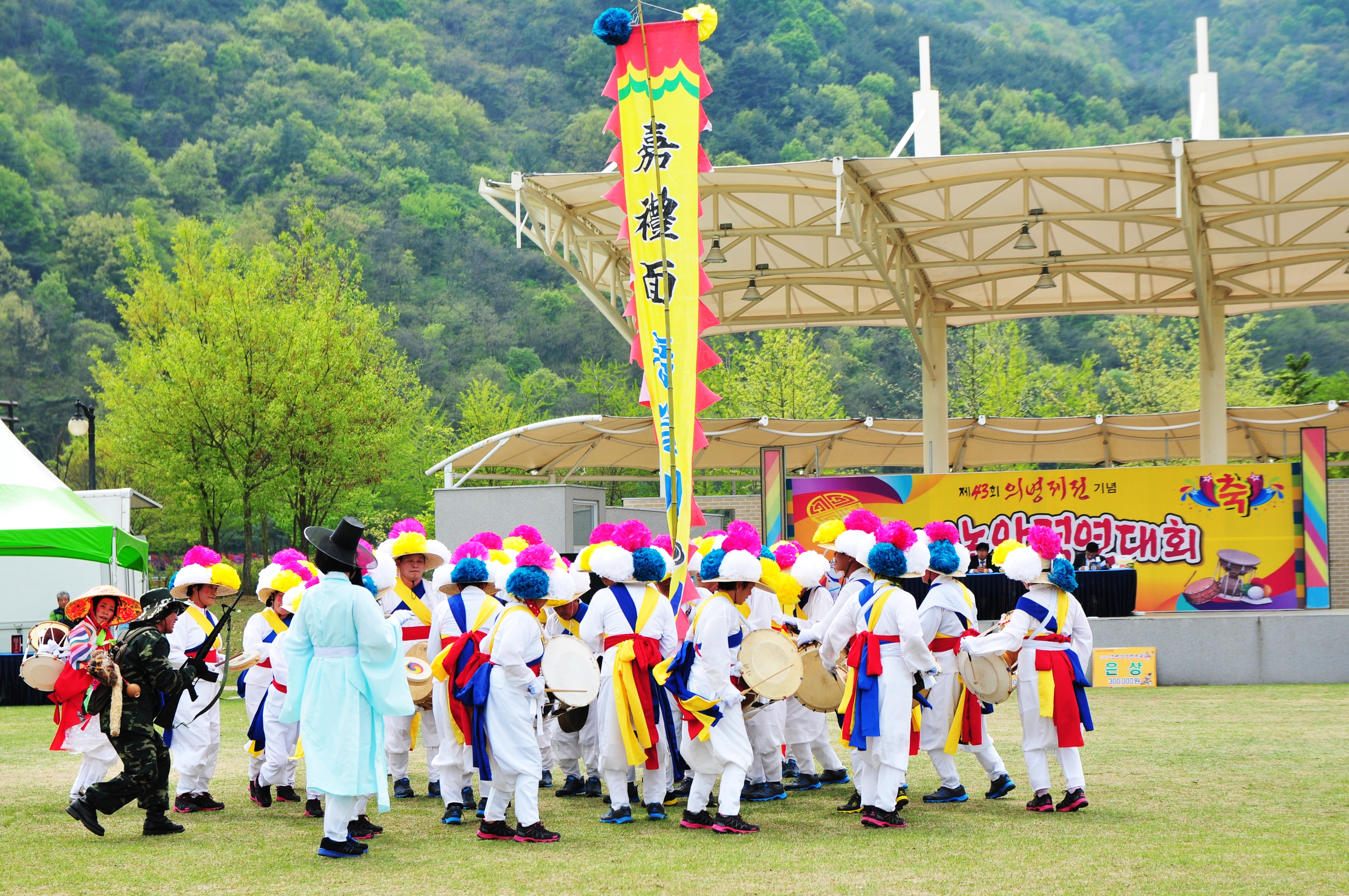
농악경연대회2